# Savitribai Phule Pune University

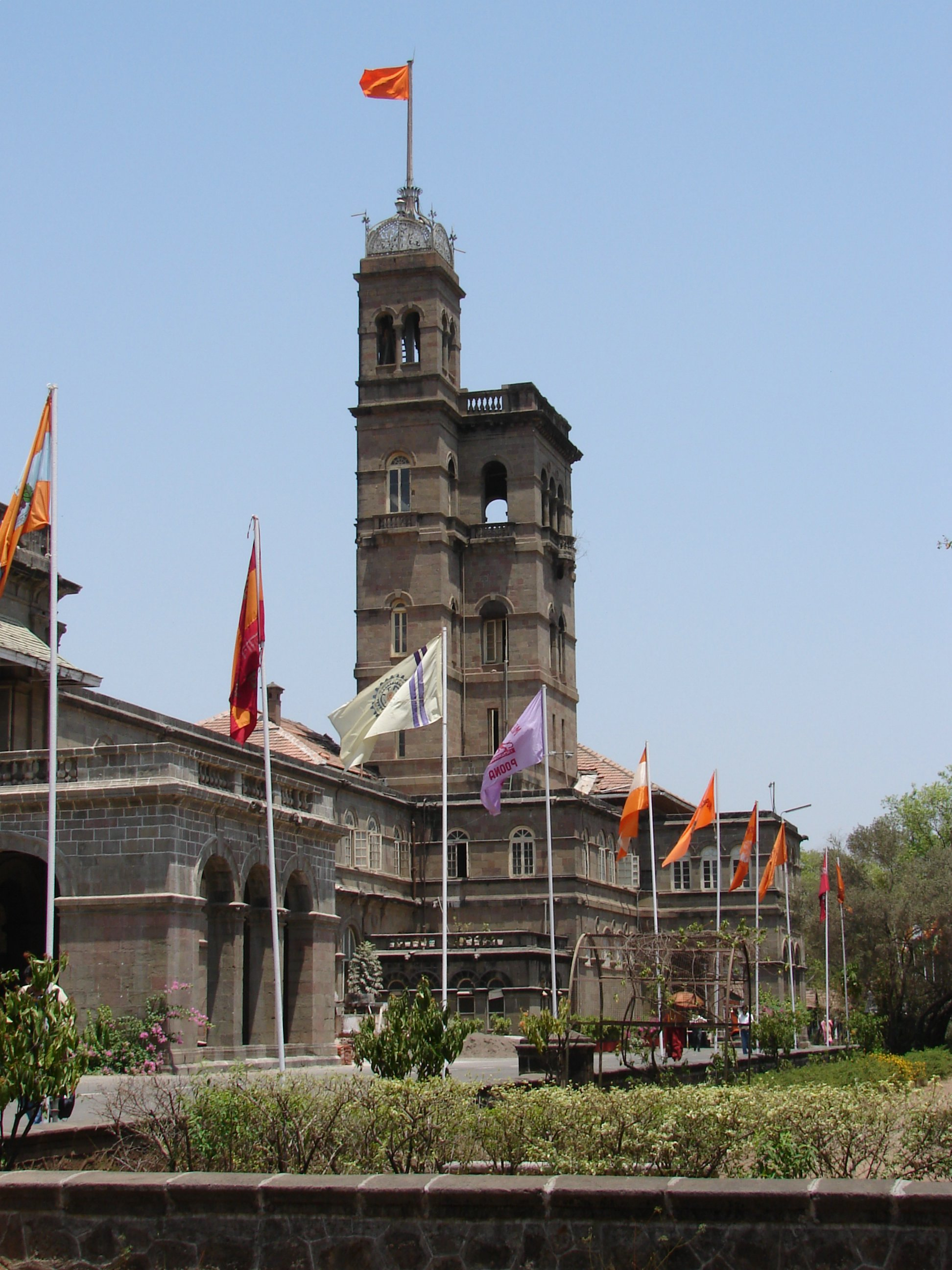
Hauptgebäude der University of Pune

Die  Savitribai Phule Pune University (vormals University of Pune) ist eine öffentliche Universität im Westen von Indien. Der 1,66 km² große Campus liegt im Nordwesten von Pune (früher Poona), der zweitgrößten Stadt des Bundesstaates Maharashtra. Die Universität wurde im Jahre 1948 gegründet und ist eine der führenden Universitäten Indiens. Sie gliedert sich in 52 Fachbereiche und Forschungszentren, 6 interdisziplinäre Zentren, 466 Graduiertenkollegs und 232 weitere anerkannte Institutionen.
Derzeit ist die Universität mit knapp 500.000 Studenten eine der weltweit größten Universitäten.

## Geschichte
Die Gründung geht zurück auf den Poona Act, der am 10. Februar 1948 vom Parlament des damaligen Bundesstaates Bombay beschlossen wurde. Bal Gangadhar Kher hat in seiner Eigenschaft als Chief Minister von Bombay und Bildungsminister der Regierung von Bombay wesentlich dazu beigetragen, dass der Universität entsprechende Gründungsmittel und der Campus zur Verfügung gestellt wurden.
Im Jahr 1949 waren 18 Hochschulen und Fachhochschulen angegliedert und über 8000 Studenten eingeschrieben.

## Bekannte Absolventen
- Vilasrao Deshmukh (1945–2012), Chief Minister von Maharashtra
- C. Kumar N. Patel (* 1938), Elektroingenieur und Vizekanzler der University of California, Los Angeles
- Suhas V. Patankar (* 1941), Ingenieur und Professor an der University of Minnesota